# 高見澤邦郎
高見澤 邦郎（たかみざわ くにお、1942年（昭和17年）- ）は、日本の都市計画学者。東京都立大学 (1949-2011／2020-)名誉教授。工学博士。専門は市街地整備計画。日本都市計画学会、日本建築学会に所属、理事等を務める。
父は漫画家で「のらくろ」の作者である田河水泡（本名：高見澤 仲太郎）、母方の伯父が評論家の小林秀雄。東京都出身。

## 略歴
- 1966年 東京都立大学工学部建築工学科卒業
- 1968年 同大学院工学研究科建築工学専攻修士課程修了。川名吉エ門、石田頼房に師事。同年、東京都立大学助手（助教授を経て、1992年教授、都市科学研究科長等）。
- 1972年 工学博士（東京都立大学）。
- 1992年 住宅系市街地の個別更新過程とその制御手法に関する一連の研究で日本建築学会賞（論文）。
- 1998年 同潤会代官山アパートメントの記録保存と移築の業績で平成10年度日本都市計画学会石川賞を共同受賞。
- 2006年 東京都立大学教員を定年退職。
- 2008-2010年明治大学理工学部客員教授。
- この間、居住している東京都、町田市などで都市計画・住宅関係の審議会等の委員・委員長、および市民参加のまちづくりNPO等で活動。

## 主要著作（1980年～2010年）

### 著書
- 玉川学園住宅地の戦前および戦後初期の開発状況（2009年、私家版）
- 井荻町土地区画整理の研究（2006年、南風舎）
- 同潤会のアパートメントとその時代（共著、1998年、鹿島出版会）
- 東京緑地計画から生産緑地制度まで（1996年、『都市計画と都市形成』所収、石田頼房先生退職記念論文集、1996年，東京都立大学都市研究所編）
- 居住環境整備の手法―まちをデザインする（共著、1989年、彰国社）
- 地区の計画（1984年、新建築学大系19『市街地整備計画』所収、彰国社）
- タウンハウスの計画技法（共著、1982年、彰国社）

### 論文
- インタビュー：都市計画法制・市街地変容の歴史と専門家の役割（建築雑誌1725，16-17，2019年6月）
- 都市住宅サロン(5)専門家と市民の間を行ったり来たり（都市住宅学 (60), 65-69, 2008年）
- 集団規定など(3 法律と学会,V 100年以降の動き、建築雑誌 122(1556), 90-93, 2007年1月号）
- 大規模土地利用転換と都市計画 （都市計画 55(3), 5年12, 2006年6月号）
- 分権改革による21世紀型まちづくりを (特集2 建築基準法・集団規定を考える、都市問題 97(8), 52-60, 2006年8月）
- 「法律に対処するための枠組み造りに関する特別調査委員会」最終報告(I 最終報告,<特集>法律に対処するための枠組み造り、建築雑誌 120(1539), 年8月）0, 2005年11月号）
- 東京都心部の既成市街地における居住回復の進展と集合住宅立地の影響 : 千代田区神田地域を対象として（日本建築学会計画系論文集 (596), 109月）14, 2005年10月）
- 経年化した郊外団地の実態とその賦活に関する問題整理 : 「団地お断り」時代につくられた東京都町田市の公団・公社住宅を中心に（日本建築学会計画系論文集 (595), 117年124, 2005年9月）
- 東京都における2004年用途地域見直しの実態的考察 : 住環境保全のための新たな規制の採用を中心に（日本建築学会技術報告集 (21), 434, 2005年6月号）
- 東京の都心回帰にも求められる「大阪的なるもの」 (特集 都市居住を考える、都市問題研究 57(4), 33-45, 2005年4月号）
- 住宅市街地における開発と環境の調和 (特集/住宅地の環境と開発との調和--マンション開発を題材に（住宅 53(5), 3-8, 2004年5月号）
- 密集市街地における建替え動向と協調建替え概念の検討 : 墨田区京島地区での考察を中心に（都市計画. 別冊, 都市計画論文集 38(1), 13-24, 2003年4月号）
- 近年におけるミニ戸建て住宅の開発動向と問題点への対応-東京の既成市街地を対象に（住宅総合研究財団研究年報 (28), 251-262, 2001年）
- 「参加」の視点からみた21世紀の都市計画（都市計画 49(5), 13-16, 2000年12月号）
- 港北ニュータウン開発における建築コントロール手法の成立過程とその運用（都市計画. 別冊, 都市計画論文集 34, 613-618, 1999年）
- 「安全と再生の都市づくり」について-防災・復興問題研究特別委員会報告書出版を契機として-（都市計画 47(6), 25-34, 1999年3月号）
- 震災被災地における住宅市街地再建への専門家による支援活動 (特集 都市直下の地震災害と防災対策、総合都市研究 (68), 59-75, 1999年3月号）
- 住まい・まちづくりとNPO活動 (特集 NPOと住まいづくり、住宅 47(7), 7年12, 1998年7月号）
- 大都市既成市街地の住環境整備をめぐって（都市計画 46(3), 5-8, 1997年9月号）
- 改正用途地域制度による住居系市街地の規制強化型見直しの実態に関する研究（都市計画. 別冊, 都市計画論文集  31, 505-510, 1996年11月）
- 住宅弱者の住まいのゆくえ(震災と復興をめぐる諸問題)(<特集>阪神・淡路大震災復興とまちづくり、建築雑誌 111(1383), 57, 1996年1月号）
- 特別報告 阪神・淡路大震災の被害概況と都市計画上の課題（都市計画 43(6), 12, 1995年3月号）
- 建築協定と地区計画の使われ方の比較 : 住環境保全型を中心に（日本建築学会計画系論文集 (466), 113年121, 1994年12月）
- 住宅・まちづくり中間セクターの実態と非営利まちづくり組織への展望（住宅総合研究財団研究年報 21, 45-64, 1994年）
- 東京における1989年指定替え実態からみた用途地域制度に関する考察（総合都市研究 (48), 1993年3月号）
- 地区計画制度の運用実態について（日本建築学会計画系論文報告集 (435), 69-75, 1992年5月）
- 東京区部における改善型地区整備事業の計画と実施過程に関する考察（日本建築学会計画系論文報告集 (426), 91-100, 1991年8月）
- 初期に建てられた分譲マンションの実態と建替え問題の今後の方向性について（日本建築学会計画系論文報告集 (404), 89-97, 1989年）
- 都市計画と東京居住(<特集>都市に棲む、建築雑誌 103(1270), 30-33, 1988年3月号）
- 東京区部における中高層集合住宅立地地区の実態からみた都市計画上の課題に関する基礎的考察 (学術研究論文集、都市計画 別冊 (22), p385-390, 1987年）
- 住宅・住環境問題の動向と高齢者の居住実態（総合都市研究 (28), 1986年9月号）
- 既成市街地の更新と住宅・住環境問題 (今後の住宅問題<特集>、不動産研究 27(1), p11-18, 1985年1月号）
- 市町村総合計画と都市基本計画における「地区の計画」 (都市基本計画のありかたを考える<特集>、都市計画 (139), p44-52, 1985年12月号）
- 1959年調査による東京区部不良環境地区のその後の変容について (学術研究論文集-19-、都市計画 別冊 (19), p85-90, 1984年）
- 都市計画と住民・市民の参加 (〔日本都市計画学会〕30周年記念特集号 - 1970年代における都市計画研究の趨勢、都市計画 (120), p78-81, 1982年2月号）
- 地区整備概念の新展開(地区計画、主集 研究と実務の谷間、建築雑誌 96(1184), 41-43, 1981年9月号）
- 狭隘道路をめぐる諸問題と再整備の方向-東京都大田区の事例を中心に (学術研究発表会論文集-16-、都市計画 別冊 (16), p175-180, 1981年11月）
- 市街地の実態と街区の計画 (街区<特集>、都市計画 (111), p24-29, 1980年6月号）